# 小悪魔ageha
『小悪魔ageha』（こあくまアゲハ）は、エイチジェイが運営する、日本の姫ギャル系ファッション雑誌。10代から20代までの女性を主な想定読者層とし、年間2回発売。ファッション雑誌であると同時に、一種のライフスタイル誌でもあるとする捉え方がある。
最盛期（2008年）には発行40万部・実売30万部を計上。この著しく高い発行部数に加え、キャバクラでの勤労に従事するいわゆるホステスの女性たちを主要な想定読者層とし、さらには誌面に登場するモデルらの多くも現役のホステスであるという、キャバクラの世界との密接な関わりという特色が注目されてきた。
社会学者の宮台真司はこの雑誌を“キャバクラ嬢の教科書”と言い表す。
“キャバクラ嬢のバイブル”とする者もある。
2021年1月5日WEBで復活し、2021年5月26日雑誌復刊を果たす。
なお、「小悪魔ageha」は株式会社Ｐ－ＰＯＰ（大阪府大阪市）の登録商標（第6362127号ほか）である。

## 来歴
ギャル界隈との馴染みを持っていた当時27歳の中條寿子を編集長に据えたうえで、『Happie nuts〔ハピーナッツ〕』の特別号として、2005年の10月に『小悪魔＆ナッツ』という名で創刊。これが『小悪魔ageha』と名を変え、2006年の10月をもって月刊誌へと生まれ変わった。創刊当初の発行部数は推定22万部、2008年頃には35万部にまで上昇していた。同年3月期における版元インフォレストの売上高は約59億4500万円を計上。その2008年には姉妹誌『I LOVE mama〔アイラブママ〕』の前身にあたる『mama nuts × ageha』が派生。さらに2010年には姉妹誌『姉ageha』の前身にあたる『お姉さんageha』ならびに不定期刊行の姉妹誌『着物ageha』が派生した。

### 休刊
2011年11月をもって中條寿子が編集長を退任、この時期から本格的な衰退が始まったと考えられている。画一的な誌面構成となり、タイアップ記事が大幅に増加、付録も導入されるに至った。2014年3月号は13万部発行実売5万部で最盛期2008年の6分の1まで落ち込んだ。2014年4月15日の出版元の事業停止により休刊、2014年5月号（同4月1日発売）がインフォレストが出版する本誌としての最終号となった。

### 復刊
2014年12月に限定復活という形の『小悪魔agehaメモリアルBook』が主婦の友社より発刊。桜井莉菜や荒木さやか、桃華絵里などの元『小悪魔ageha』モデルの面々を誌面に起用しての発刊で、発売から1週間で5万部を売り上げた。2015年にネコ・パブリッシング（発行元・ダナリーデラックス）からの復刊が決定。『Happie nuts』や『小悪魔ageha』の編集部員を担ってもいたライターの小泉麻理香を編集長に据え、隔月刊誌として4月18日に正式復刊した。2016年4月号（同3月1日発売）から発売元を主婦の友社に変更。2017年8月号（同6月30日発売）から再び月刊誌となった。

### 再休刊・再復刊・再々休刊・再々復刊
しかし月刊化から2か月後休刊を発表、2017年10月号で休刊となった[23]。『小悪魔ageha』のライセンスを保有する株式会社P-POPは、2017年9月にダナリーデラックスとのライセンス使用許諾契約解除に伴いダナリーデラックス編集・制作による『小悪魔ageha』は終了となった。
P-POPはダナリーデラックスに対するライセンス使用許諾契約解除と同時に、セールスプロモーション会社「VENUS株式会社」と新規ライセンス契約を結び[25]、トランスメディアを発売元として2017年12月より隔月誌で復刊することとなった。
なお、2017年10月に新創刊した『ageha』（発売元：メディアボーイ）は、『小悪魔ageha』を復刊させたダナリーデラックスの編集・制作にかかる雑誌であり、2017年12月に再復刊した『小悪魔ageha』とは全く関連の無い雑誌である。『ageha』を手掛けたダナリーデラックスは2018年4月に『egg』（大洋図書）とコラボし、新雑誌『LOVEggg』（ラブジー）の発刊を発表。
『小悪魔ageha』は新たに別の編集部により編集・制作され、再復刊されたが、「VENUS株式会社」が発行する『小悪魔ageha』は、再復刊から1年4か月後の2019年5月号で再々休刊となった。
しかし再度復刊への動きが起き、広告制作会社「株式会社ナンバーセブン」が発行元となり、メディアパルを発売元として2020年4月24日、季刊ムック本で復刊することとなったがすぐに休刊する。

### 令和agehaとして復活
2021年1月5日webメディアとしてYouTubeで復活。編集長をグラビアタレントの百瀬りえが務める。全国各地にキャバ嬢ネットワークを形成し、読者参加型コンテンツの充実で日本全国からキャバ嬢カルチャーを盛り上げて行く事を目指す。
2021年5月26日雑誌復刊。これまで度重なる廃刊と復刊を経た雑誌『小悪魔ageha』が、15年の時を超え書籍として完全復活。以後、年間2回のペースで雑誌を発売。

## モデルとその様式

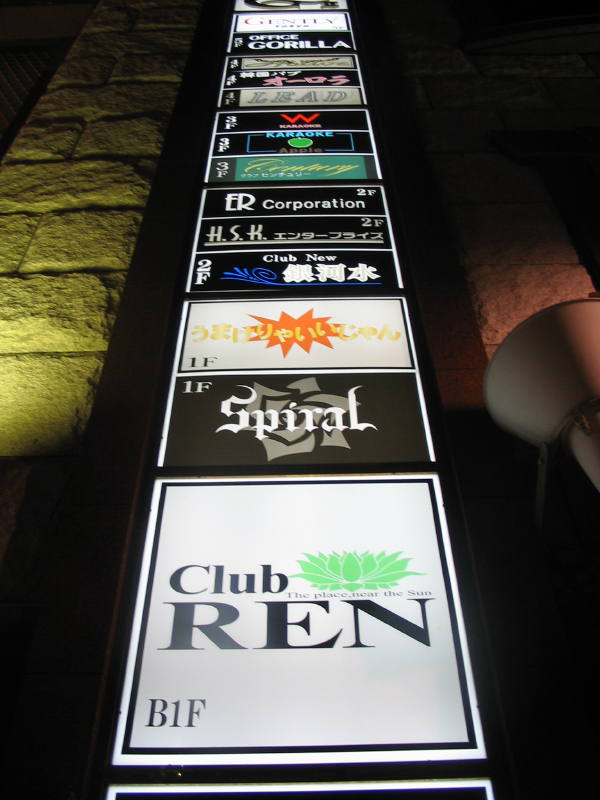
小悪魔agehaは創刊当初から一貫して「夜の仕事」に従事する女性らへ向けた誌面づくりを行ってきたものの、やがては読者の幅も拡大。“昼”の女性達にも広く受容されるようになった。

『小悪魔ageha』の専属モデルは“ageモ”と呼ばれ、不定期に登場するモデルらは“age嬢”と呼ばれる。この娘たちは日本列島各地の“宵闇の街”に生きる現役のホステスが大半を占めている。『ハピーナッツ』誌のモデルらとは違い、色黒日焼け肌であることは特には要求されず、その独特の様式は“アゲハ系”などと呼ばれ、10代から20代の女性達の間で高い人気を獲得するに至る。典型的な“アゲハ系”がどのようなものであるかについては、「キャバクラという名の揺り篭の中でヤンキーのエッセンスを吸収しつつ揺籃してきた“ギャルの進化形態の一種”」とするものなどがある。ライフスタイルとしての“アゲハ系”に着目するならば、傾向としての「地元志向」の色濃さが指摘されている。一般に日本のファッション雑誌の多くが東京中心主義的であるのとは対照的である。
『小悪魔ageha』の独自性は、その誌面の雰囲気からも推し量られる。すなわち、ホステスのライフスタイルないしは日常風景を取り上げるに際して、その魅惑的な様子のみを掻き集めて並べる、などといったことはせず、あくまで極力美化することなくそれを誌面に描き出すのである。さらには、やはりファッション雑誌であるからして、その内容の大半は基本的にはファッション関係の事柄なのであるが、この雑誌は時に「人間の心の中のヤミ（“闇”および“病”）」という深刻なテーマの取り扱いに着手することがある。それぞれの“暗黒面”を軽快に語るこの雑誌のモデルたちは、しばしば自身の日常あるいは過去の“まずい秘密事項”を誌面に露にする。例として、非行、家出、ひきこもり、いじめ、裏切り、失恋、心の病、トラウマ、自殺、劣等感、性的志向、孤独感、幼少期の虐待経験、家庭内暴力、そしてアルコール中毒についてのものなどが挙げられる。通常のファッション雑誌は終始明るいイメージであることから、これは非常に珍しい特色であるものと考えられている。
『小悪魔ageha』のモデルには一種のカリスマ的な人気を獲得し、マスメディアを通しての幅広い注目を集める者も多く見られる。そのごく初期の顕著な一例にあたるのが“ももえり”こと桃華絵里である。そして桃華がまさにそうであったように、自身のファッションブランドを立ち上げるモデルらもいる。「DIVAS」というブランドを立ち上げた純恋〔1987–2009〕は、その晩年にあってはモデル活動と併行しながら“DIVASデザイナー”をしばしば名乗った。『Rady』を立ち上げた武藤静香も顕著な例である。この武藤のブランド『Rady』は2008年に始動したもので、2011年の4月には月商が1億円に達している。

## モデル総覧

### 令和agehaモデル

#### 専属モデル
- erina
- KIWA
- あーりん
- あすか
- うんとも
- かえで
- さんご
- ティナ
- なぎ
- なつき
- ぱくちゃん
- はなき
- ひかり
- ひかる
- まゆきち
- まりさ
- まりん（Burlesque TOKYO）
- みみ
- みゆ(THE PINK)
- もも
- りこたん
- れむ
- 聖菜

#### レギュラーモデル
- あーちゃん
- えれちゃん
- ここな
- ちは
- なな
- みな(Burlesque TOKYO)
- みほ
- らら
- りんまる

### 平成ageモ／age嬢
愛沢えみり・青木美沙子・あきち・家村マリエ・黒瀧まりあ・桜井莉菜・奈々子・ほずにゃむ・まゆきち・南真琴・八鍬里美・百合華・りん・遠藤彩香・神河ひかり・貴咲愛鈴・西山りほ・姫崎クレア・藤ヶ森めぐ・吉川ぐら・吉川ぐり・愛内心愛・相川南・愛川もも・愛澤沙羅・青木葉・茜まなみ・浅香菜摘・飛鳥バネッサ・和泉こたろう・一条ありさ・一条京香・一ノ瀬恋・内山みなみ・漆原かな・エンジェル・桜咲姫奈・岡田なみ・オダジュン・おりもあい・かおりんご・片瀬しいな・金崎令奈・京城姫香・幸田エリカ・小宮ゆりい・近藤千尋・さーこ・さおりにゃ・桜井亜梨沙・桜さら・シャレールディアーノ・城咲美華・城咲美唯・白谷歩・新条絵里香・鈴木えりか・鈴木小百合・諏訪みお・滝沢麗奈・橘咲・東条つばさ・とっち・なみ・鳴愛知里・華沢友里奈・春菜まり・姫乃美唯・まなか・みきてぃ・美咲・水輝聖羅・水城舞・水野智世・水野有美・南はるか・みもれ・百瀬もも・山上紗和・ゆきいちご・りおん・渡辺かなえ

### 元ageモ／age嬢
- 早川沙世
- 上ノ宮絵理沙
- 椿姫彩菜
- 紅音ほたる
- きんきら☆きん
- 飯沼ももこ
- 朝倉さくら
- けいこ
- 武田アンリ
- 矢野涼子
- 緑川すず
- 白咲姫香 - 2007年12月号で卒業
- のりりん - 2008年に卒業
- ねむ - 2009年に卒業
- 桃華絵里 - 2009年に卒業
- 純恋 - 2009年に死去
- 荒木さやか - 2011年に卒業
- 原崎嘉夏 - 2012年に引退
- 鮎川りな - 2013年に卒業
- 神子島みか - 2013年に卒業、現在は「姉ageha」のモデル
- 武藤静香 - 2014年に卒業
- 諏訪みお - 2014年に死去
- こころ
- のあ(Burlesque TOKYO)
- ひめか
- ぴょな
- まりんたん
- みづきち
- kaori
- りいにゃん(THE PINK)

## 関係誌

### 姉ageha
2010年11月に刊行された『小悪魔ageha』の特別号『お姉さんageha』が2011年の3月に独立。そうして生まれた『姉ageha』は、隔月刊行のファッション誌で、20代後半以降の女性を想定読者層としている。インフォレストとしては2014年4月7日発売号が最後であったが、2014年8月7日以降、主婦の友社（発行：medias株式会社）より『S Cawaii!』増刊号として再刊。なお、『姉ageha』のライセンスは「株式会社エーウォーカー」が保有しており（商標登録番号第5548687号）、『小悪魔ageha』および『ageha』とは全く関連が無くなっている。

### 着物ageha
『小悪魔ageha』の特別号として2010年の12月に創刊。文字通り着物に特化したファッション誌で、不定期刊行。『小悪魔ageha』のモデルらがその誌面を飾っている。『着物ageha』は株式会社Ｐ－ＰＯＰの登録商標（第6123111）である。。

### I LOVE mama
『小悪魔ageha』と『ハピーナッツ』の共同特別号として『mama nuts × ageha』という名で2008年9月に創刊。これが2009年3月号から『I LOVE mama』と名を変え、同時に月刊誌へと生まれ変わった。いわゆる『ギャルママ』を想定読者層とする雑誌で、ギャルママに特化した雑誌はこれが史上初。

### LARME
2012年創刊の『LARME』は『小悪魔ageha』の全盛期にあたる時期の編集に携わった中郡暖菜を創刊編集長に据えるファッション雑誌で、こうした創刊の経緯に加え、台頭の時期が『小悪魔ageha』没落の時期とちょうど重なっていること、ならびに「病み」や「憂鬱感」の共感とファッション化、キャッチコピーの真剣具合、写真の修正具合などの点から、『小悪魔ageha』との類似や差異が議論の的になることがある。『キャバ嬢の社会学』などの著作で知られるライターの北条かやは、この『LARME』を“『小悪魔ageha』のDNA”を受け継ぐ雑誌にあたるとしている。

### LOVEggg
『小悪魔ageha』を2015年に復刊・月刊化させたダナリーデラックスが、コンプレックス解消を一大テーマに掲げた『ageha』をよりパワーアップするため『egg』（大洋図書）と融合し、『ageha』の一番の特徴であった夜企画等は取り上げずに、新たなブームを作り出すため、『LOVEggg』を2018年4月に新発刊。矢部信子（元Popteen編集長）を『小悪魔ageha』復刊から引き続き編集長に据える。